# Pediocactus simpsonii subsp. robustior
Pediocactus simpsonii subsp. robustior ist eine Unterart der Pflanzenart Pediocactus in der Familie der Kakteengewächse (Cactaceae). Das Artepitheton bezieht sich auf den robusten Habitus. Englische Trivialnamen sind „Battle Mountain Cactus“ und „Long Spined Cactus“.

## Beschreibung

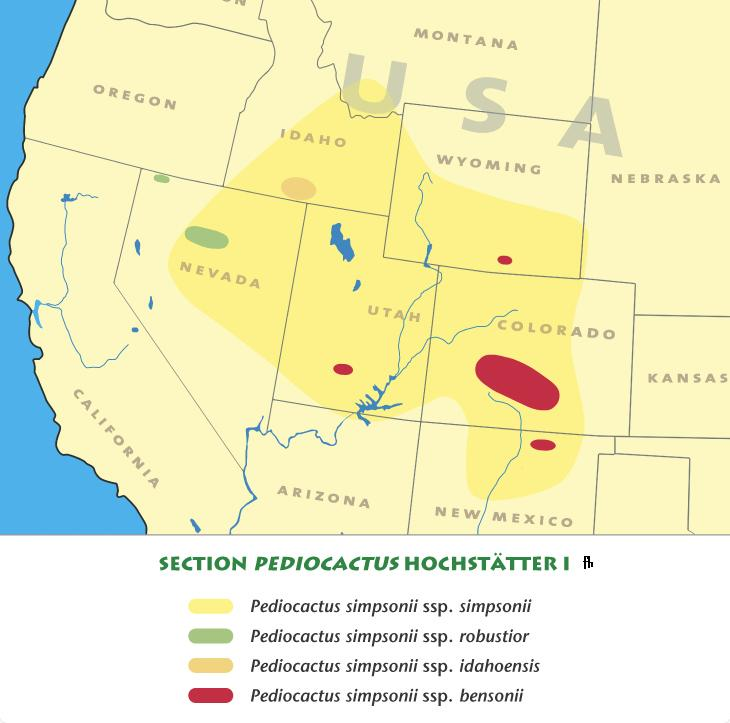
Verbreitungskarte von Pediocactus simpsonii und der Unterarten.

Der kugelförmige bis zylindrisch einzeln wachsende Pediocactus simpsonii subsp. robustior erreicht Wuchshöhen von 5 bis 20 cm und Durchmesser von 5 bis 25 cm. Das Wurzelsystem ist faserig, während Pediocactus nigrispinus rübenförmige Wurzeln hat.
Die glockenförmigen, zwittrigen Blüten weisen eine Länge von 1 bis 2 cm und einen Durchmesser von 2 bis 3 cm auf. Die Blütenhüllblätter sind gelb oder selten rosafarben. Die Blütezeit reicht von Mai bis Juni.

## Systematik und Verbreitung
Pediocactus simpsonii subsp. robustior wächst in Nevada, in den Rocky Mountains in subalpinen Wäldern auf Höhenlagen zwischen 1300 und 2500 Metern auf Felsvorsprüngen oder niedrigen Hügeln.
Er ist bei trockenem Stand bis minus 20 °C winterhart. Die wurzelechte Kultivierung ist in Europa möglich. Die typische Unterart Pediocactus simpsonii subsp. robustior der exponierten Stellen im Hochgebirge von Nevada sind allerdings in USA und Europa kaum bekannt und sind dementsprechend selten in den Sammlungen.
Die Beschreibung als Pediocactus simpsonii subsp. robustior erfolgte 1995 von Fritz Hochstätter. Synonyme sind Echinocactus simpsonii var. robustior J.M.Coult. (1896) und Pediocactus simpsonii var. robustior (1962) L.Benson 1962.

## Bilder
Pediocactus simpsonii subsp. robustior:

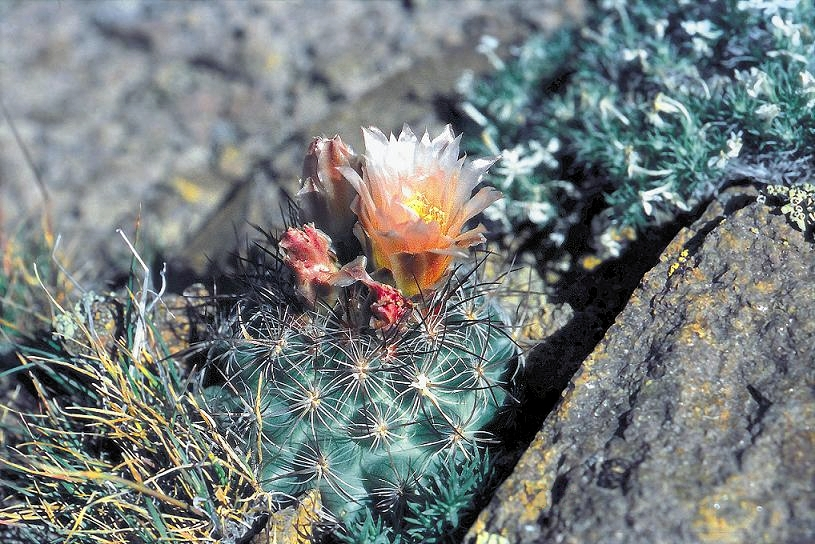
Jungpflanze: Selten rosa blühend in Nevada.